# Altmark-incident

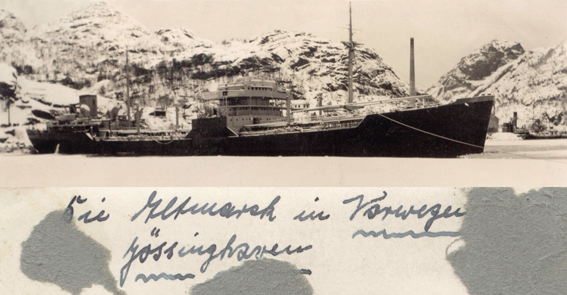
Schip Altmark in het begin van 1940 Jøssingfjord, Noorwegen

Het Altmark-incident (Noors: Altmark-saken) was een gevecht tijdens de Tweede Wereldoorlog tussen het Verenigd Koninkrijk en Nazi-Duitsland, dat plaatsvond op 16 februari 1940 in de toen neutrale Noorse wateren.

## Onderschepping
De Altmark, een Duits bevoorradingsschip was in februari 1940 op de terugweg naar Duitsland vanuit de Zuid-Atlantische Oceaan met 299 Britse zeelieden aan boord. Deze waren opgepikt van schepen die tot zinken waren gebracht door de zware kruiser Graf Spee, zelf tot zinken gebracht na de Zeeslag bij de Río de la Plata in december 1939. Het was de laatste grote entering die werd uitgevochten door de Royal Navy.
Op 14 februari probeerde het de Noorse territoriale wateren noord van Trondheim te bereiken. De Altmark was zonder twijfel een hulpschip voor de Kriegsmarine, hoewel het onder de Duitse handelsvlag voer. Vanuit Duits oogpunt was het geen oorlogsschip – wat de Britten anders zagen.
Die dag werd het schip tweemaal aangehouden door twee verschillende Noorse torpedoboten en oppervlakkig gecontroleerd zonder dat het problemen gaf. Hiermee was de chef van het Tweede Noorse Zeeverdedigingssectie, admiraal Carsten Tank-Nielsen, echter niet tevreden, omdat hij wist van de Britse gevangenen aan boord. Hij begaf zich met de torpedoboot Gam zelf naar de Altmark en eiste een nieuw onderzoek. Kapitein Dau van de Altmark weigerde, maar zijn poging om via de radio de Duitse ambassade in Oslo te bereiken, werd door de Noren verhinderd. Niettemin stond de Noorse admiraal het schip toe door te varen onder escorte van Noorse torpedoboten.

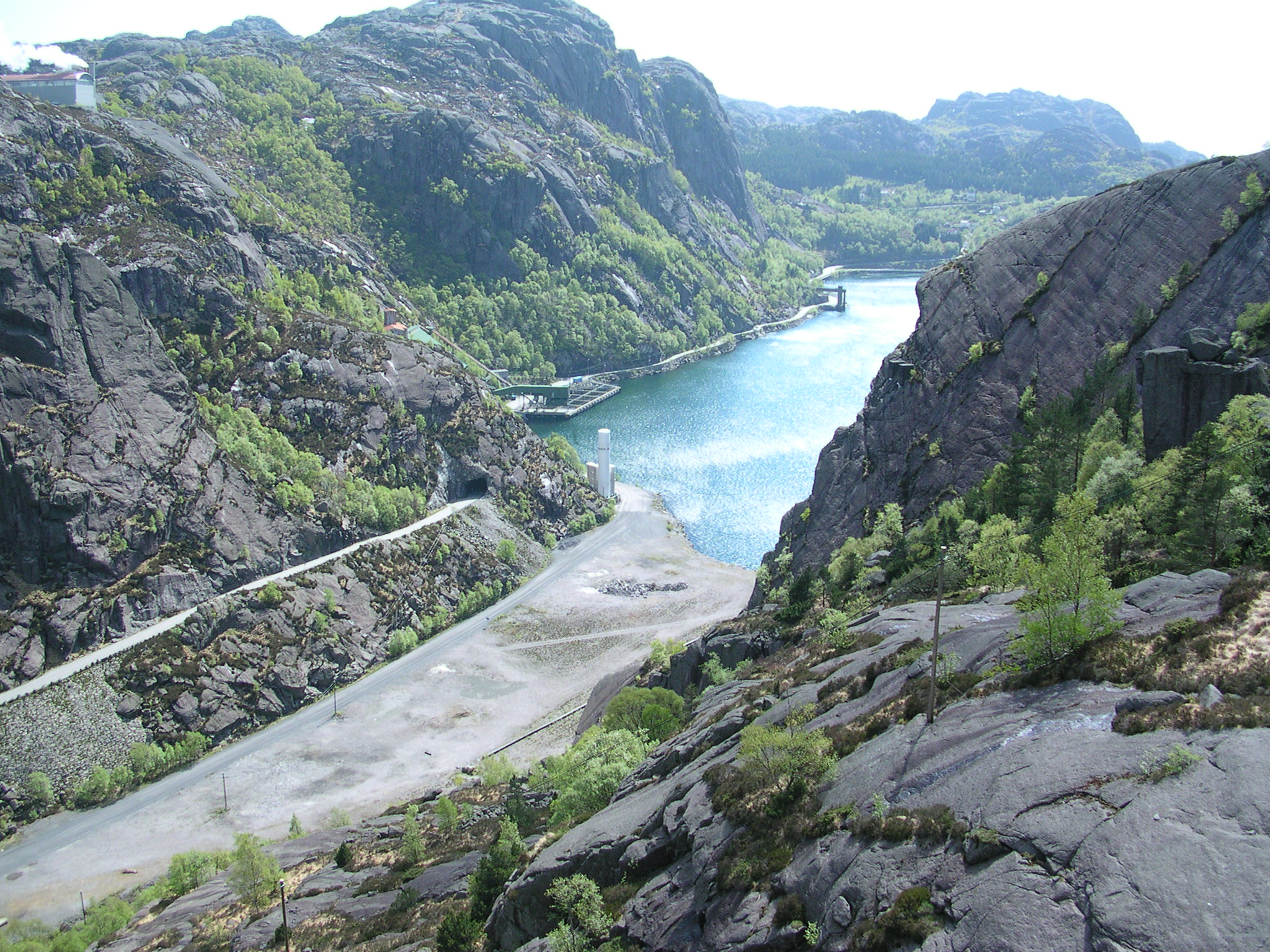
Uitzicht over Jøssingfjord

Ondertussen hadden de Britten, waarschijnlijk door het levendige radioverkeer, de Altmark gelokaliseerd en rond 14:50 uur werd het schip ontdekt in de Noorse territoriale wateren door Britse vliegtuigen. Toen tegen 16:00 uur ter hoogte van Egersund drie Britse torpedobootjagers in zicht kwamen, trok kapitein Dau zich in de Jøssingfjord terug om aan kaping te ontkomen. Ondertussen hadden de Noorse torpedoboten bevel gekregen langszij de Altmark te gaan liggen om entering door de Britten te voorkomen.
Om 23:30 liep de Britse torpedobootjager HMS Cossack de fjord binnen en wdie kon de Altmark aan de grond doen lopen. De Britten enterden de Altmark, overmeesterden het schip na wat man-tegen-mangevechten met bajonetten, en bevrijdden de gevangenen. Hierbij vielen zeven doden aan Duitse zijde. Het Noorse bevel om de entering te voorkomen was ondertussen ingetrokken en de Noren beperkten zich tot een protest. De Cossack nam de gevangenen aan boord en bracht ze terug naar Groot-Brittannië. De officiële verklaring die later werd gegeven door de Noorse overheid was dat volgens internationale verdragen een neutraal land niet verplicht was om zich te verzetten tegen een superieure overmacht.

## Twijfels aan Noorse neutraliteit

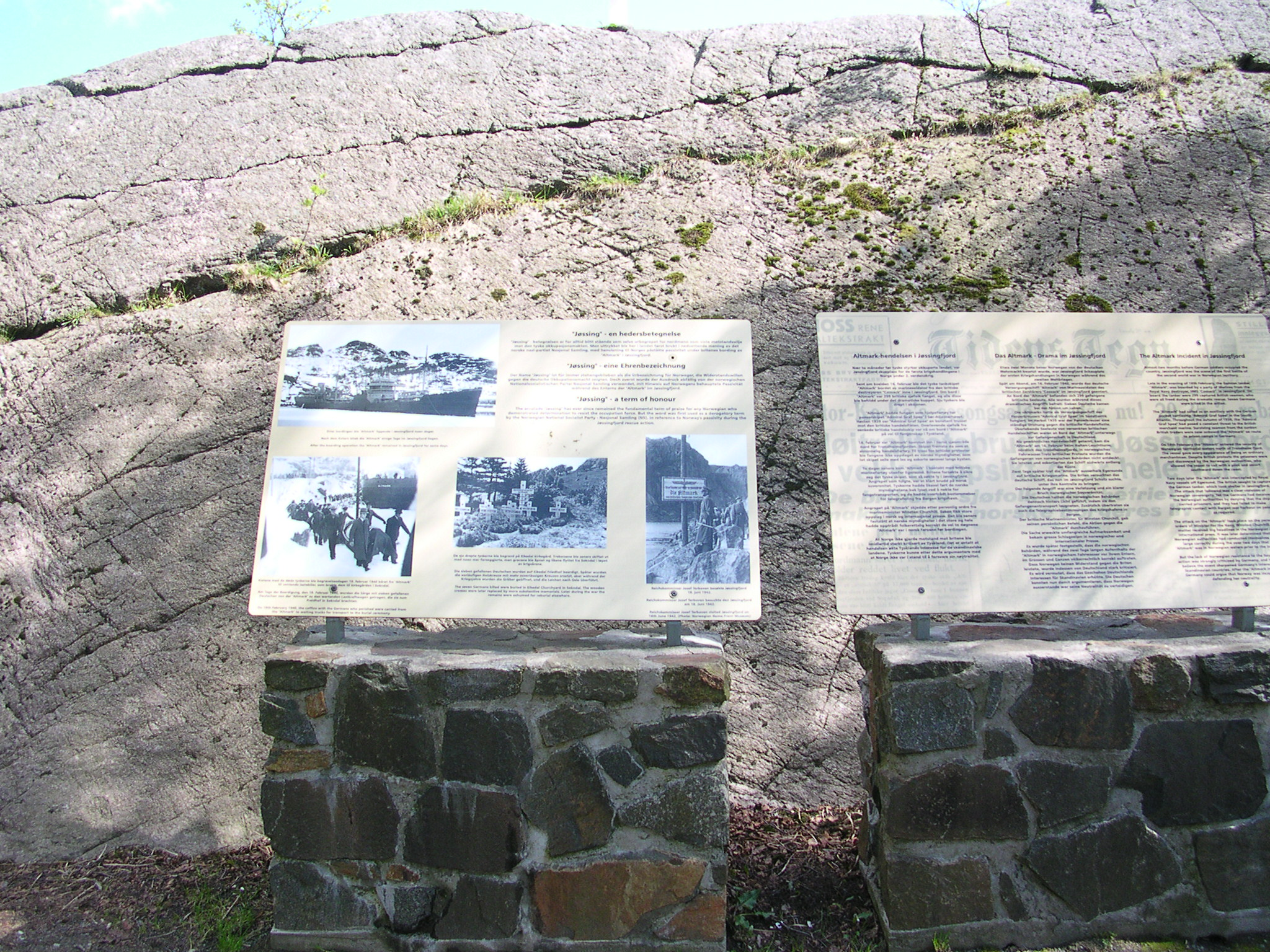
Markering bij Jøssingfjord over de Altmark

De Noren waren verbolgen dat hun neutraliteit was geschonden en wilden niet meegesleept worden in een Europese oorlog. Het Altmark-incident zaaide echter twijfel over de Noorse neutraliteit, zowel bij de geallieerden als bij de Duitsers. Beide kampen hadden plannen achter de hand voor militaire actie tegen Noorwegen, vooral om de handelsroutes van Zweeds ijzererts te beheersen, waar de Duitse wapenindustrie in het begin van de oorlog zeer afhankelijk van was. Het Altmark-incident overtuigde Hitler ervan dat de geallieerden de Noorse neutraliteit niet zouden respecteren en hij besloot op 19 februari de planning voor Operatie Weserübung, de bezetting van Denemarken en Noorwegen, te intensiveren. Uiteindelijk begon deze op 9 april 1940.

## Gevolgen
Het Altmark-incident gaf de Britten een korte, maar dringend benodigde morele oppepper tijdens de Schemeroorlog. Het incident had een langdurig propaganda-effect in bezet Noorwegen tijdens de oorlog. De krant van de Nasjonal Samling, Fritt Folk, lanceerde de geringschattende uitdrukking jøssing voor pro-geallieerden en antinazi’s naar aanleiding van de locatie van het gevecht (Jøssingfjord) om de bijnaam van de Noorse collaboratie-overheid, Quislings, te neutraliseren. Ze sloegen de plank mis, doordat het woord meteen als een geuzennaam werd opgevat door het algemene publiek. In 1943 werd het woord verboden voor officieel gebruik.